# Предания о героях, стреляющих в орлов. Часть 3
«Предания о героях, стреляющих в орлов. Часть 3» (кит. 射鵰英雄傳第三集) — гонконгский художественный фильм 1981 года, основанный на уся-романе Цзинь Юна «Предания о героях, стреляющих в орлов». Фильм производства киностудии братьев Шао и срежиссирован Чжан Чэ, с Александром Фу и Ню Ню в главных ролях. Сиквел фильма «Предания о героях, стреляющих в орлов. Продолжение» (1978). Также известен как «Храбрый лучник 3» (англ. The Brave Archer 3).

## Сюжет
Го Цзин раскрывает заговор клана Железной Ладони, состоящий в том, чтобы направить бойцов сражаться за династию Цзинь, а Хуан Жун становится предводительницей клана Бродяг. Цзин переезжает на новое место и находит поэму генерала Яо, указывающую на местонахождение руководства по кунг-фу в логове клана Железной Ладони.
Цзин, прежде победивший Цю Цяньжэня, главу клана Железной Ладони, и Жун находят руководство в их пещере. Как обычно, Жун — мозг команды, в то время как Цзин — мускулы и кунг-фу. Паре удаётся сбежать с руководством, но Жун получает тяжёлое ранение от Цяньжэня.
Беглецов находит леди Ингу и отправляет их принцу, Дуаню Чжисину, знающему технику кунг-фу «палец Инь-ян» и способному вылечить Жун. Принц обитает на вершине горы, и пара вынуждена пройти испытания, прежде чем получить разрешение на встречу с ним. Испытания касаются сообразительности, силы, знаний Конфуция, кунг-фу и поэзии. В конечном итоге они преуспевают и попадают к Чжисину, который теперь стал монахом. Хозяин резиденции вылечивает раненую и сообщает, что лишился силы на пять лет. Люди Чжисина, дровосек, У Саньтун, Чжу Цзылю и рыбак-отшельник, обеспокоены его состоянием, поскольку ранее Ингу поклялась его убить.
В флешбэке принц Дуань и даос Ван обучают друг друга своему кунг-фу, чтобы оба смогли объяединить свои техники и одолеть Цяньжэня. Брату Вана, Чжоу Ботуну, стало скучно и он оказался в борделе, где встретил Ингу. Когда Чжисин узнал о том, что Ботун спал с Ингу, то настоял на их свадьбе. Ботун отказался и сбежал. Навестив Ингу год спустя, принц узнал, что она родила мальчика. Несколько дней спустя к ней вломился человек и использовал технику Железной Ладони, чтобы навредить малышу. Ингу умоляла принца вылечить малыша. Чжисин, осознавая, что Цяньжэню пошло бы на руку его пятилетнее лишение силы, ответил ей отказом. Поскольку малыш находился на грани смерти, Ингу убила его своим ножом, и её волосы поседели. Она удалилась, дав обещание вернуться и убить принца тем же ножом. Принц, не простив себя, стал монахом в ожидании появления Ингу и своей смерти.
В настоящем времени Чжисин просит Цзина и Жун разыскать Ботуна и привести его к Ингу, что может сделать её счастливой. Появляется Ингу, и монах не пытается защититься от её ножа. Провалившись в попытке убить соперника, она уходит и встречает Цяньжэня со своими людьми у подножия горы. Когда тот использует Железную Ладонь против неё, она осознаёт, что именно он виновен в смерти её ребёнка. Развязывается схватка, но Ингу не может противостоять Цяньжэню. Появляется Цзин и понимает, что это он ранил Жун. Между ними возникает драка, а четверо подручных монаха сражаются с людьми Цяньжэня. Приходит Ботун и оставляет по маленькому цветку на Цяньжэне и его людях, таким образом давая понять их соперникам, куда нужно бить. План срабатывает — банда побеждена. Ингу бежит за Ботуном в надежде его поймать.

## Исполнители ролей
- Александр Фу — Го Цзин[англ.] (郭靖)
- Ню Ню[кит.] — Хуан Жун[англ.] (黃蓉)
- Ло Ман[англ.] — Цю Цяньжэнь[кит.] (裘千仞)
- Чю Хак — Цю Ли (裘力)
- Цзин Ли[кит.] — Ингу[кит.] (瑛姑)
- Цзян Шэн[англ.] — рыбак-отшельник с горы Дяньцан (點蒼漁隱)
- Лу Фэн — дровосек (樵)
- Вон Лик — У Саньтун[кит.] (武三通)
- Сунь Цзянь[кит.] — Чжу Цзылю (朱子柳)
- Ти Лун — Дуань Чжисин[англ.] (段智興)
- Филип Куок[англ.] — Чжоу Ботун[англ.] (周伯通)
- Рики Чэн — последователь «Железной ладони» (鐵掌幫弟子)
- Юй Тайпин — Ян Кан[англ.] (楊康)
- Сиу Юк — последователь «Железной ладони» (鐵掌幫弟子)
- Лю Хуэйлин — императрица Дали (大理皇后)
- Ён Хун — Ван Чунъян (王重陽)

## Кинопрокат в Гонконге
Гонконгский кинотеатральный прокат проходил с 12 по 19 ноября 1981 года. По его итогам картина собрала 1 889 396 HK$, что позволило картине занять 47 место по сборам среди кинофильмов Гонконга за 1981 год.

## Критика
Третий фильм «Преданий о героях, стреляющих в орлов» получил неоднозначную реакцию кинокритиков.